# Mohenjo-Daro
Mohenjo-Daro (o Muān-jo Daro, literalment: 'Monticle de la mort') és, amb Harappa, una antiga ciutat de la civilització de la vall de l'Indus (2000 aC). Es troba a l'actual Pakistan, a uns 300 km al nord-nord-est de Karachi, i van ser declarades Patrimoni de la Humanitat de la UNESCO des del 1980.
Està una mica més ben preservada que Harappa; per tant, és una bona font d'informació d'aquesta cultura. Va ser descoberta el 1920 per sir John Marshall, el primer arqueòleg que va definir aquesta antiga civilització. Els seus estudis van ser continuats per Enric Heras, seguit d'investigadors indis i pakistanesos als anys 60.
Mohenjo-Daro feia un quilòmetre quadrat, i tenia dues zones: la ciutadella, on hi havia el centre administratiu i potser també religiós, i la "ciutat baixa", on s'agrupaven els barris d'artesans, zones residencials, graners i magatzems. La ciutadella incloïa uns grans banys i un graner central. A la ciutat baixa, s'han conservat els carrers principals amb drenatge i cases de dues a vint habitacions, amb sistemes per conservar l'aigua de pluja.
La ciutat es trobava envoltada per muralles defensives de totxana cuita. Hi havia un turó o ciutadella que dominava una àrea residencial més extensa. Les cases més grans tenien les habitacions al voltant d'un o més patis oberts amb una escala cap a un pis, o amb un sostre pla. També hi havia cases de només una habitació. Molts dels carrers tenien desaigües tapats amb totxanes, amb forats per a poder ser inspeccionats. Les cases individuals tenien banys i serveis que es buidaven en un receptacle de ceràmica o directament al clavegueram del carrer.
Era un centre important de comerç, amb tallers de fang, tintoreria, ferreters, artesans de cloïsses i de pedres petites. Alguns d'aquests articles artesanals es fabricaven amb materials importats, mentre que uns altres se'n podien haver destinat a l'exportació.

## Etimologia
Es desconeix el nom original de la ciutat. Basant-se en la seva anàlisi d'un segell de Mohenjo-daro, Iravatham Mahadevan especula que l'antic nom de la ciutat podria haver estat Kukkuṭārma ('la ciutat [ -rma] del gall [kukkuta]'). Les baralles de galls poden haver tingut un significat ritual i religiós per a la ciutat. Mohenjo-daro també pot haver estat un punt de difusió per al clade del pollastre domesticat que es troba a Àfrica, Àsia occidental, Europa i Amèrica.
Mohenjo-daro, el nom modern del lloc, s'ha interpretat com "Mound of the Dead" en sindhi.

## Ubicació

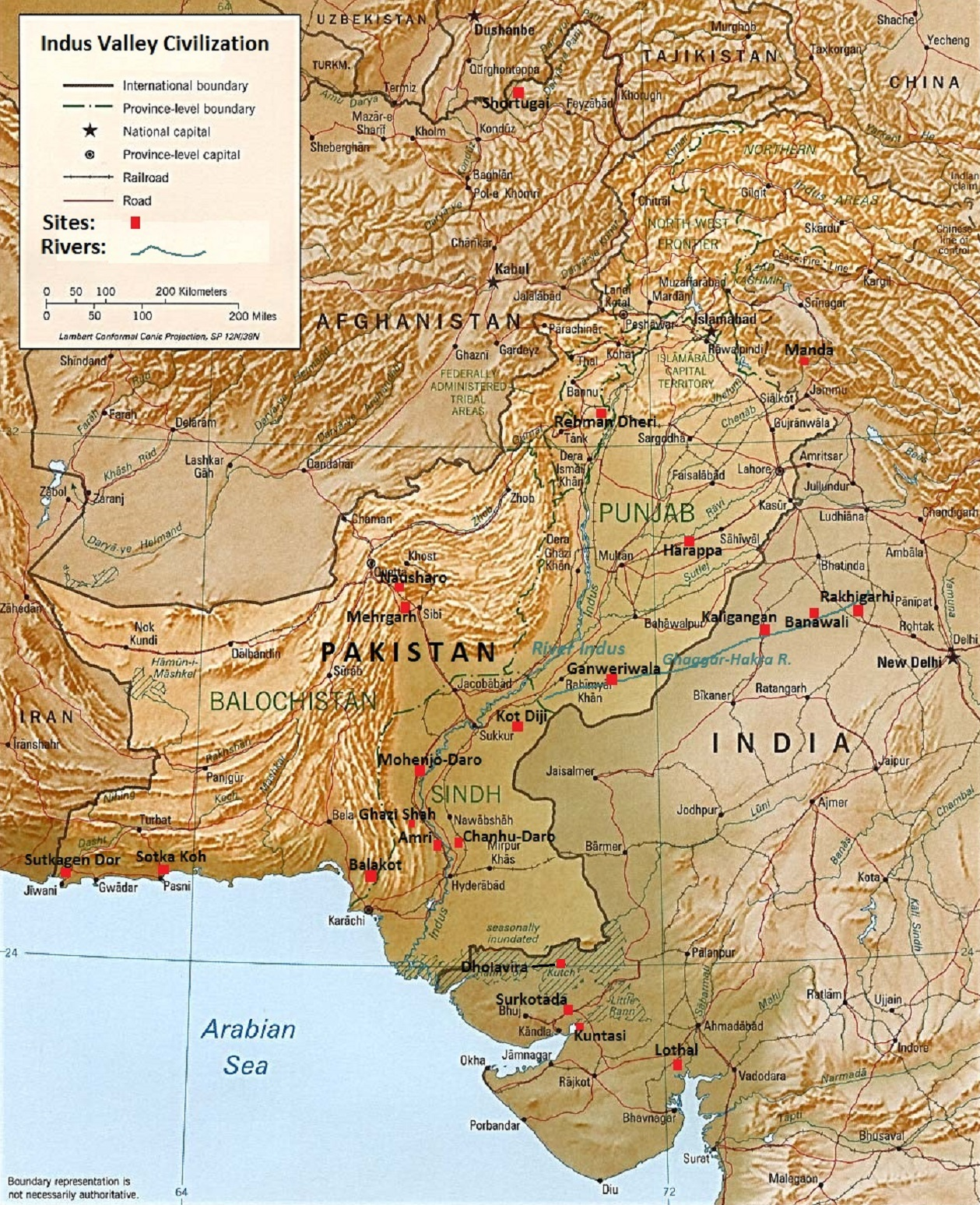
Mapa que mostra els llocs principals i l'extensió teoritzada de la civilització de la vall de l'Indus, inclosa la ubicació del jaciment de Mohenjo-daro

Mohenjo-daro es troba a la riba dreta (oest) del riu Indus inferior al districte de Larkana, Sindh, Pakistan. Es troba en una cresta del Plistocè a la plana inundable de l'Indus, a uns 28 km de la ciutat de Larkana.

## Context històric
Mohenjo-daro va ser construït al segle 26 aC. Va ser una de les ciutats més grans de l'antiga civilització de la vall de l'Indus, també coneguda com la civilització Harappa, que es va desenvolupar al voltant del 3.000 aC a partir de la cultura prehistòrica de l'Indus. En el seu apogeu, la civilització de l'Indus abastava gran part del que avui és el Pakistan i el nord de l'Índia, estenent-se cap a l'oest fins a la frontera iraniana, al sud fins a Gujarat a l'Índia i cap al nord fins a un lloc avançat a Bactriana, amb els principals centres urbans a Harappa, Mohenjo-daro, Lothal, Kalibangan, Dholavira i Rakhigarhi. Mohenjo-daro va ser la ciutat més avançada de la seva època, amb una enginyeria civil i una planificació urbana notablement sofisticades. Quan la civilització de l'Indus va entrar en declivi sobtat cap al 1900 aC, Mohenjo-daro va ser abandonat.

## Redescobriment i excavació

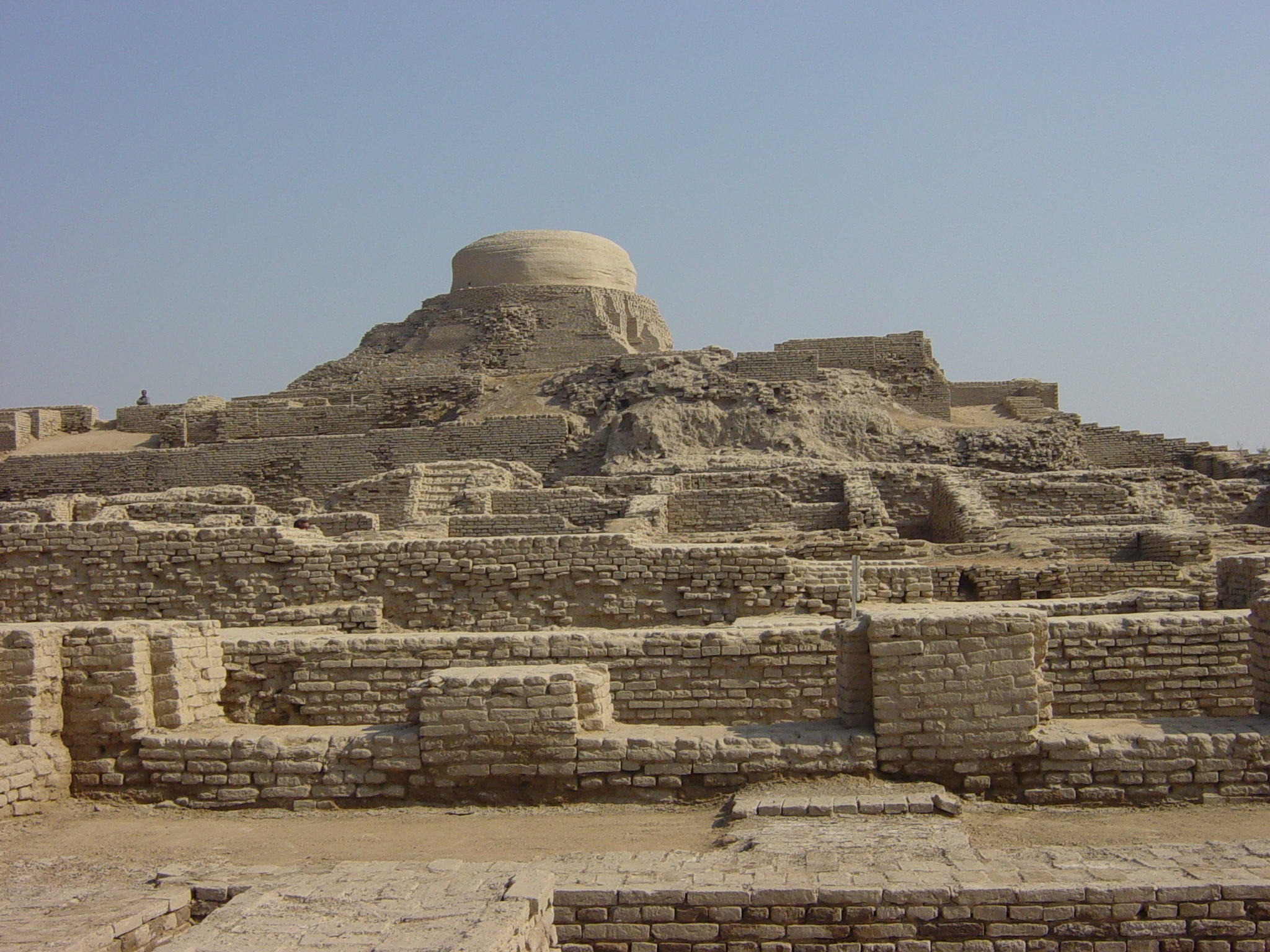
Ruïnes arqueològiques de Moenjodaro

Les ruïnes de la ciutat van romandre indocumentades durant uns 3.700 anys fins que RD Banerji, un oficial del Servei Arqueològic de l'Índia, va visitar el lloc entre 1919 i 1920 identificant el que ell pensava que era una Stupa budista (150-500 d.C.) que se sap que hi havia i trobar un rascador de sílex que el va convèncer de l'antiguitat del lloc. Això va conduir a excavacions a gran escala de Mohenjo-daro dirigides per KN Dikshit el 1924–25, i John Marshall el 1925–26. A la dècada de 1930 es van dur a terme excavacions importants al lloc sota el lideratge de Marshall, DK Dikshitar i Ernest Mackay. L'any 1945 Mortimer Wheeler i el seu aprenent, Ahmad Hasan Dani, van fer excavacions posteriors. L'última sèrie important d'excavacions va ser realitzada el 1964 i el 1965 per George F. Dales. Després de 1965, es van prohibir les excavacions a causa dels danys causats per la intempèrie a les estructures exposades, i els únics projectes permesos al lloc des d'aleshores han estat excavacions de salvament, estudis de superfície i projectes de conservació. A la dècada de 1980, els grups d'investigació alemanys i italians liderats per Michael Jansen i Maurizio Tosi van utilitzar tècniques arqueològiques menys invasives, com ara documentació arquitectònica, estudis de superfície i sondeig localitzat, per recollir més informació sobre Mohenjo-daro. Una perforació de nucli sec realitzada el 2015 pel Fons Nacional del Pakistan per a Mohenjo-daro va revelar que el lloc és més gran que l'àrea descoberta.

## Arquitectura i infraestructures urbanes

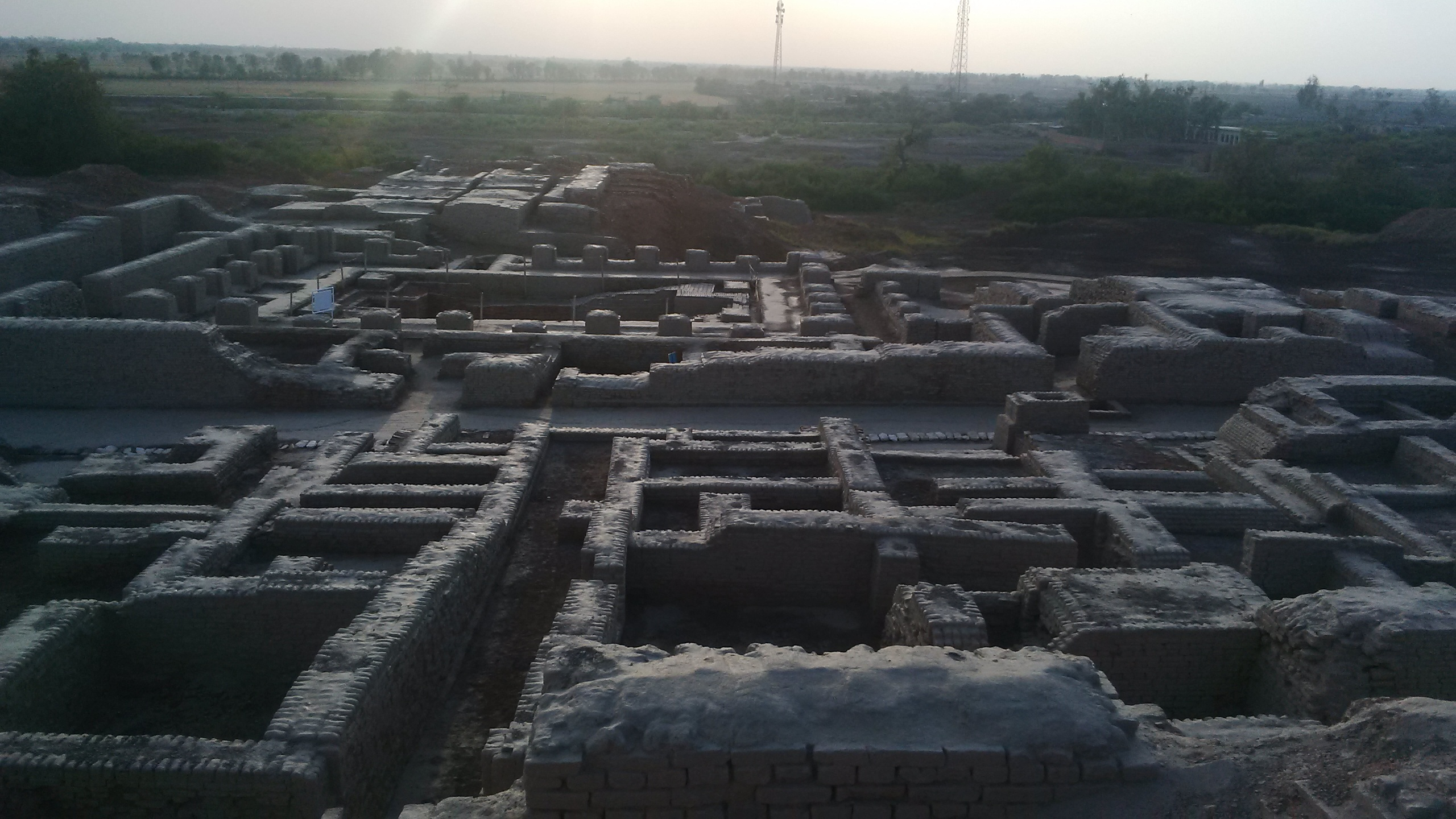
La regularitat de carrers i edificis suggereix la influència de la planificació urbana antiga en la construcció de Mohenjo-daro.

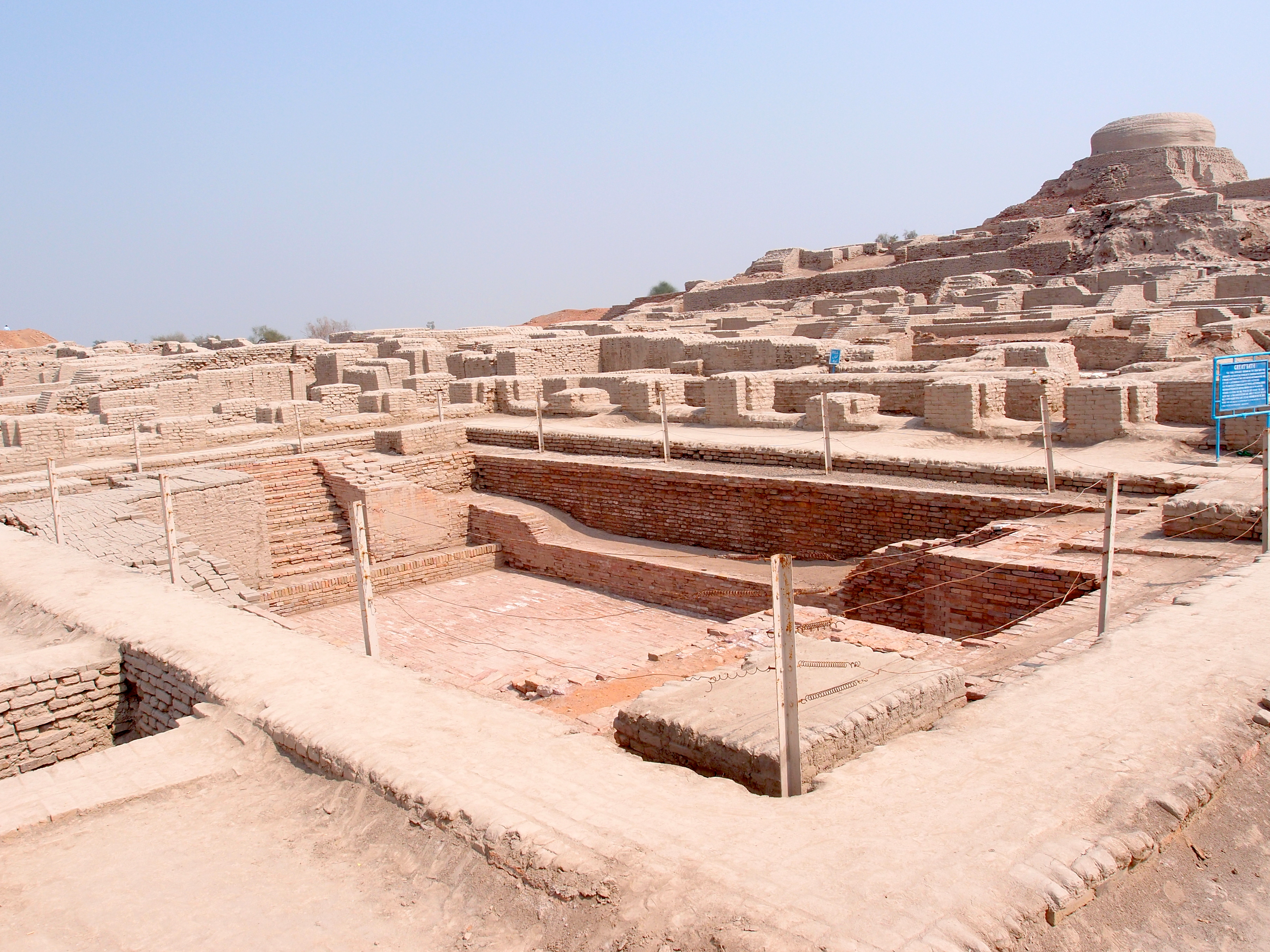
Vista del Grans banys de Mohenjo-Daro, que mostra el traçat urbà circumdant

Mohenjo-daro té un traçat planificat amb edificis rectilinis disposats en un pla de quadrícula. La majoria van ser construïts amb maó cuit i morter; algunes incorporaven superestructures de fang assecat al sol i fusta. La superfície coberta de Mohenjo-daro s'estima en 300 hectàrees. L'Oxford Handbook of Cities in World History ofereix una estimació "feble" d'una població màxima d'uns 40.000 habitants.
La grandària de la ciutat, i la seva dotació d'edificis i equipaments públics, suggereix un alt nivell d'organització social. La ciutat està dividida en dues parts, l'anomenada Ciutadella i la Ciutat Baixa. La Ciutadella: un monticle de tàpia d'uns 12 m d'alt: se sap que tenia banys públics, una gran estructura residencial dissenyada per allotjar uns 5.000 ciutadans i dues grans sales d'actes. La ciutat tenia un mercat central, amb un gran pou central. Les llars individuals o grups de llars obtenien l'aigua de pous més petits. Les aigües residuals es canalitzaven a les clavegueres cobertes que revestien els carrers principals. Algunes cases, presumiblement les d'habitants més prestigiosos, inclouen habitacions que sembla que s'havien reservat per al bany, i un edifici tenia un forn subterrani (conegut com a hipocaust), possiblement per a banyar-se amb calefacció. La majoria de les cases tenien patis interiors, amb portes que s'obrien a carrils laterals. Alguns edificis tenien dos pisos.

### Edificis principals

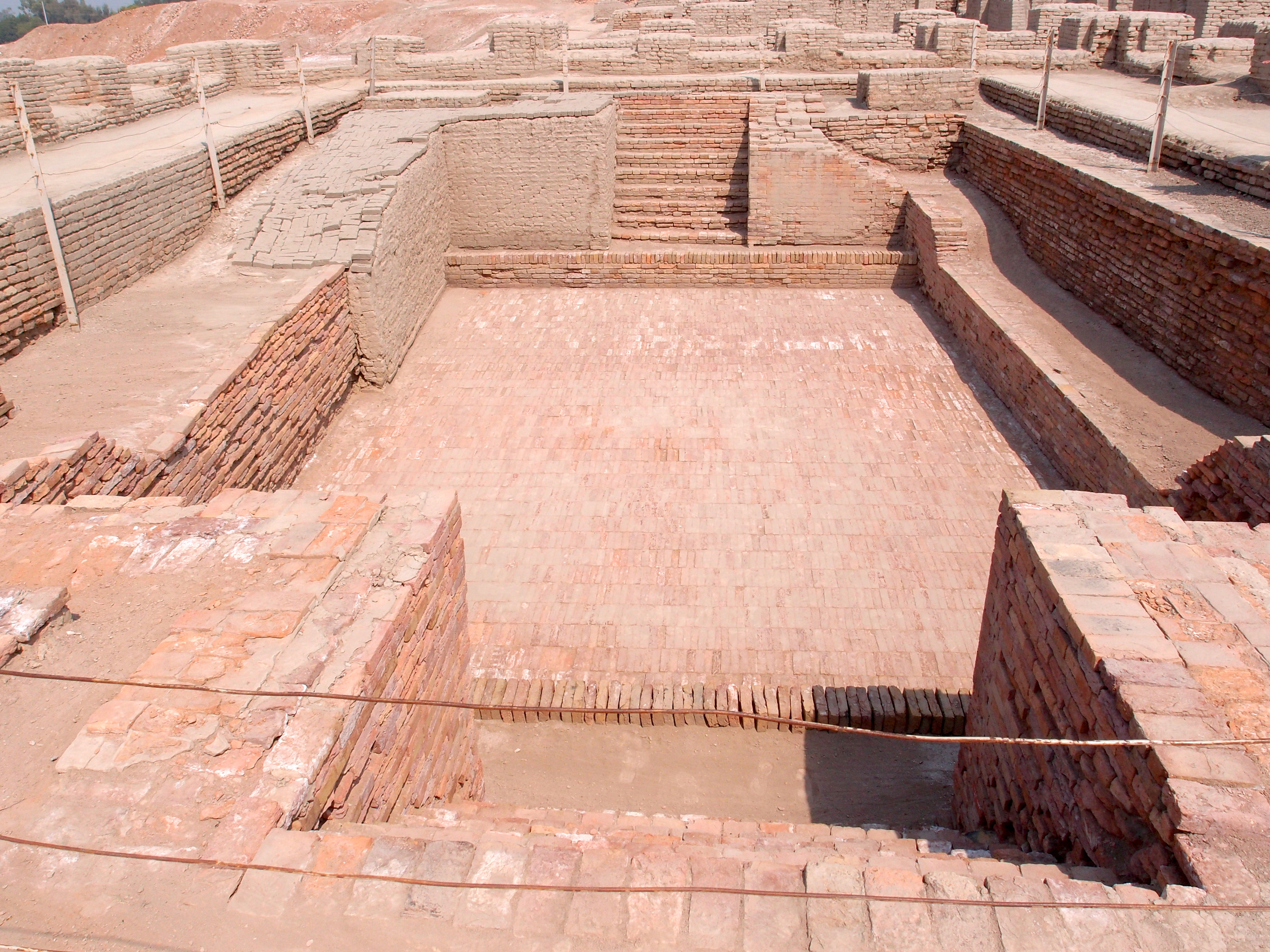
El Gran Bany

El 1950, Sir Mortimer Wheeler va identificar un gran edifici de Mohenjo-daro com un Gran Graner. Algunes divisions de paret de la seva enorme superestructura de fusta semblaven ser badies d'emmagatzematge de gra, completes amb conductes d'aire per assecar el gra. Segons Wheeler, els carros haurien portat gra del camp i els haurien descarregat directament a les badies. No obstant això, Jonathan Mark Kenoyer va assenyalar la manca total de proves del gra al «graner», que, segons va argumentar, podria anomenar-se millor "Gran Sala" de funció incerta. A prop del «Gran graner» hi ha un gran i elaborat bany públic, de vegades anomenat Gran Bany. Des d'un pati amb columnates, unes escales condueixen a la piscina de maó, que va ser impermeabilitzada per un revestiment de betum. La piscina mesura 12 m de llarg, 7 m d'ample i 2.4 m profund. Pot ser que s'hagués utilitzat per a la purificació religiosa. Altres grans edificis inclouen una «Sala de pilars», que es pensa que era una sala d'actes d'alguna mena, i l'anomenada «Sala de la universitat», un conjunt d'edificis que consta de 78 habitacions, que es creu que va ser una residència sacerdotal.

### Fortificacions

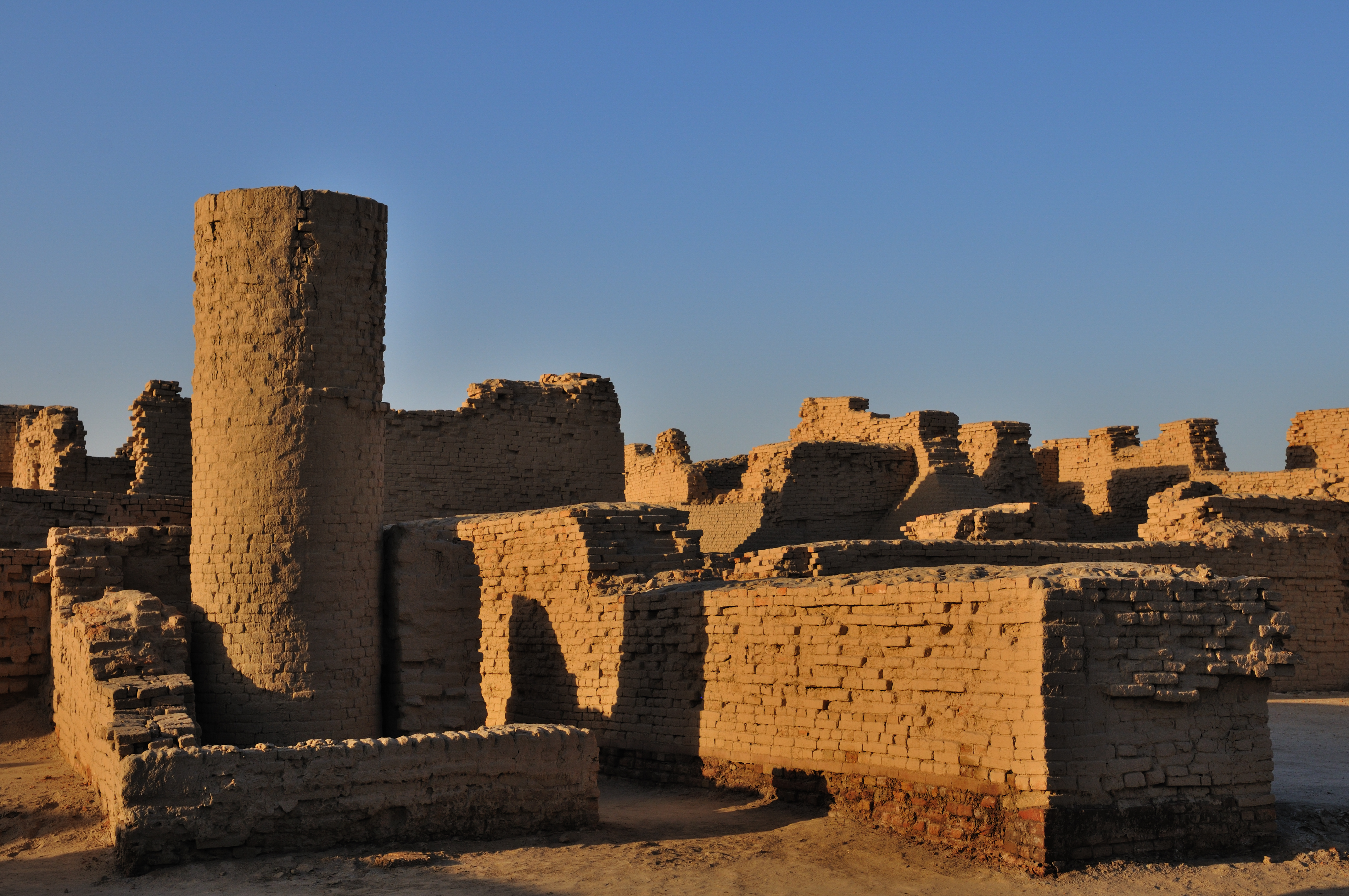
L'excavació de la ciutat va revelar pous molt alts (esquerra), que sembla que es van anar construint a mesura que les inundacions i les reconstruccions elevaven la cota del carrer.

Mohenjo-daro no tenia una sèrie de muralles, però estava fortificada amb torres de guàrdia a l'oest de l'assentament principal, i fortificacions defensives al sud. Tenint en compte aquestes fortificacions i l'estructura d'altres ciutats importants de la vall de l'Indus com Harappa, es postula que Mohenjo-daro era un centre administratiu. Tant Harappa com Mohenjo-daro comparteixen relativament la mateixa disposició arquitectònica i, en general, no estaven fortament fortificades com altres llocs de la vall de l'Indus. És obvi a partir dels dissenys idèntics de la ciutat de tots els llocs de l'Indus que hi havia algun tipus de centralitat política o administrativa, però l'extensió i el funcionament d'un centre administratiu encara no és clar.

### Subministrament d'aigua i pous
La ubicació de Mohenjo-daro es va construir en un període relativament curt, sent el sistema de subministrament d'aigua i els pous entre les primeres construccions previstes. Amb les excavacions realitzades fins ara, més de 700 pous estan presents a Mohenjo-daro, juntament amb sistemes de drenatge i bany. Aquesta xifra és inaudita en comparació amb altres civilitzacions de l'època, com Egipte o Mesopotàmia, i la quantitat de pous es transcriu com un pou per cada tres cases. A causa de la gran quantitat de pous, es creu que els habitants es basaven únicament en les precipitacions anuals, així com que el curs del riu Indus romangués a prop del lloc, al costat dels pous que proveïen aigua durant llargs períodes en el cas de l'arribada de la ciutat. en estat de setge. A causa del període en què es van construir i utilitzar aquests pous, és probable que el disseny del pou de maó circular utilitzat en aquest i molts altres llocs de Harappan sigui un invent que s'hauria d'acreditar a la civilització de l'Indus, ja que no hi ha proves existents d'això. disseny de Mesopotàmia o Egipte en aquesta època, i fins i tot més tard. Les aigües residuals i les aigües residuals dels edificis del lloc es van eliminar mitjançant un sistema de drenatge centralitzat que passava pels carrers del lloc. Aquests desguassos que anaven al costat de la carretera eren eficaços per permetre que la majoria dels residus humans i les aigües residuals s'eliminessin, ja que probablement els desguassos portaven els residus cap al riu Indus.

### Inundacions i reconstrucció
La ciutat també tenia grans plataformes potser pensades com a defensa contra les inundacions. Segons una teoria avançada per primera vegada per Wheeler, la ciutat podria haver estat inundada i destruïda , potser sis vegades, i després reconstruïda al mateix lloc. Per a alguns arqueòlegs, es creia que una riuada final que va ajudar a engolir la ciutat en un mar de fang va provocar l'abandonament del jaciment. Gregory Possehl va ser el primer a teoritzar que les inundacions van ser causades per un ús excessiu i l'expansió de la terra, i que la inundació de fang no va ser la raó per la qual es va abandonar el lloc. En lloc d'una inundació de fang que eixugués part de la ciutat d'un sol cop, Possehl va encunyar la possibilitat de miniinundacions constants durant tot l'any, combinades amb el desgast de la terra pels conreus, les pastures i els recursos per a maons i ceràmica van provocar la caiguda. del lloc.

## Artefactes notables

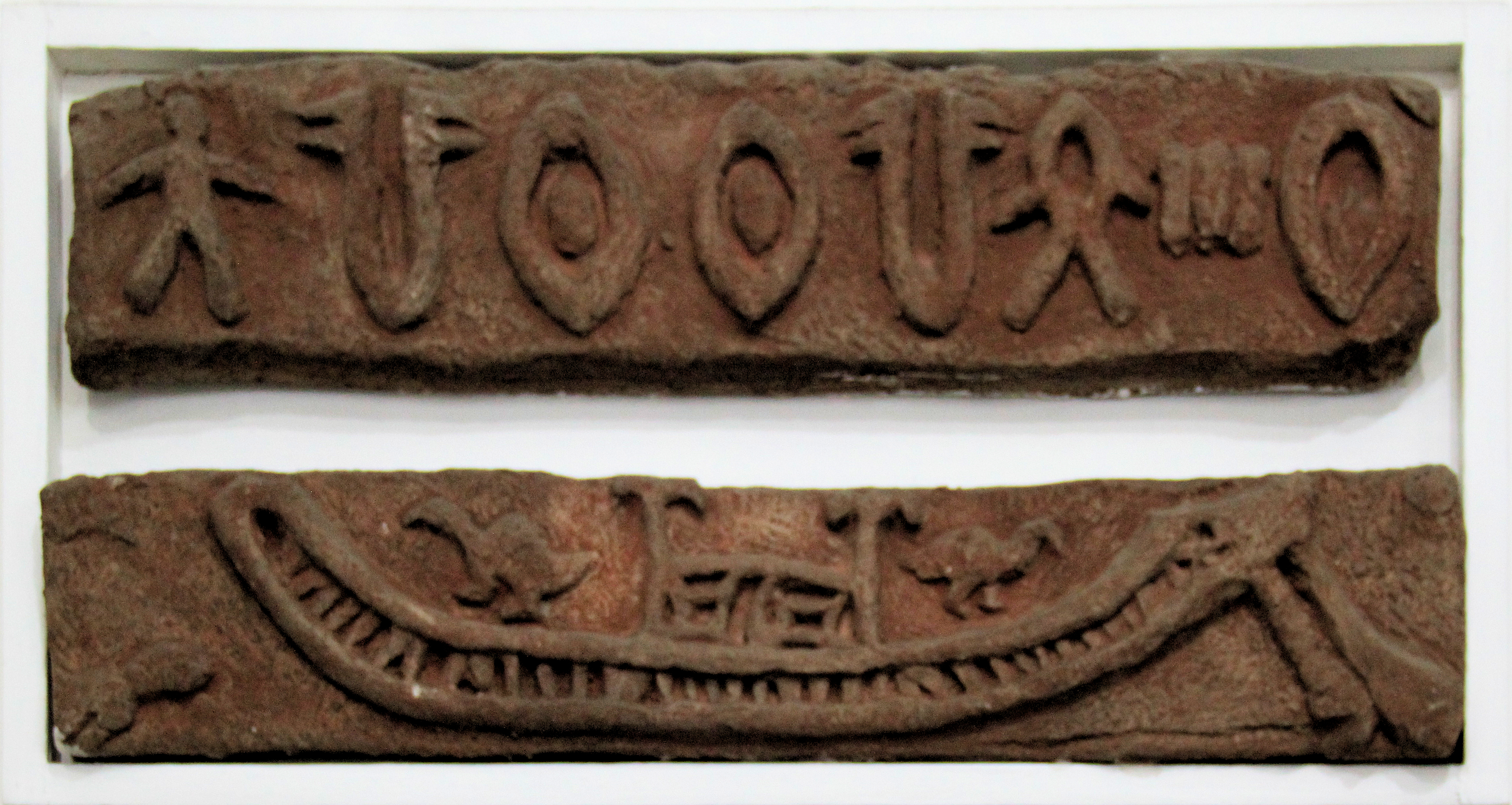
Vaixell amb ocells de recerca de direcció per trobar terra. Maqueta del segell Mohenjo-Daro, 2500-1750 aC.

Nombrosos objectes trobats a l'excavació inclouen figures assegudes i dempeus, eines de coure i pedra, segells tallats, bàscules i pesos, joies d'or i jaspi i joguines per a nens. Del jaciment s'han recuperat moltes peces de bronze i coure, com figuretes i bols, la qual cosa demostra que els habitants de Mohenjo-daro sabien com utilitzar la tècnica de la cera perduda. Es creu que els forns trobats al lloc s'havien utilitzat per fer coure i per fondre els metalls en lloc de la fosa. Fins i tot sembla que hi ha una part sencera de la ciutat dedicada al treball de petxines, situada a la part nord-est del jaciment. Algunes de les obres de coure més destacades recuperades del jaciment són les tauletes de coure que tenen exemples de l'escriptura i la iconografia de l'Indus no traduïdes. Tot i que l'escriptura encara no s'ha desxifrat, moltes de les imatges de les tauletes coincideixen amb una altra tauleta i ambdues porten el mateix títol en llengua Indus, amb l'exemple que es mostra en tres tauletes amb la imatge d'una cabra de muntanya i la inscripció a la part posterior llegint les mateixes lletres per a les tres tauletes.
S'han recuperat fragments de ceràmica i terracota del jaciment, amb moltes de les olles amb dipòsits de cendres, fet que fa pensar als arqueòlegs que s'utilitzaven per contenir les cendres d'una persona o com a forma d'escalfar una casa situada al lloc. Aquests escalfadors, o brasers, eren maneres d'escalfar la casa alhora que es podien utilitzar per cuinar o colar, mentre que altres creuen que només s'utilitzaven per escalfar.
Les troballes de Mohenjo-daro es van dipositar inicialment al Museu de Lahore, però més tard es van traslladar a la seu de l'ASI a Nova Delhi, on s'estava planificant un nou Museu Central Imperial per a la nova capital del Raj britànic, en el qual almenys un es mostraria la selecció. Es va fer evident que la independència de l'Índia s'acostava, però la partició de l'Índia no es va anticipar fins al final del procés. Les noves autoritats pakistaneses van demanar la devolució de les peces Harappan excavades al seu territori, però les autoritats índies es van negar. Finalment es va arribar a un acord, pel qual les troballes, que sumen uns 12.000 objectes (la majoria, fragments de ceràmica), es van repartir a parts iguals entre els dos països; en alguns casos això es va prendre molt al peu de la lletra, amb alguns collarets i cinturons que tenien les seves perles separades en dos piles. En el cas de les «dues figures esculpides més cèlebres», el Pakistan va demanar i va rebre el Sacerdot-rei, mentre que l'Índia va conservar la molt més petita ballarina, i també el segell Pashupati.
La majoria dels objectes de Mohenjo-daro conservats per l'Índia es troben al Museu Nacional de l'Índia a Nova Delhi i els retornats al Pakistan al Museu Nacional del Pakistan a Karachi, amb molts també al museu establert ara a Mohenjo-daro mateix. El 1939, un petit grup representatiu d'artefactes excavats al jaciment va ser traslladat al Museu Britànic pel director general del Servei Arqueològic de l'Índia.

### Ídol de la deessa mare

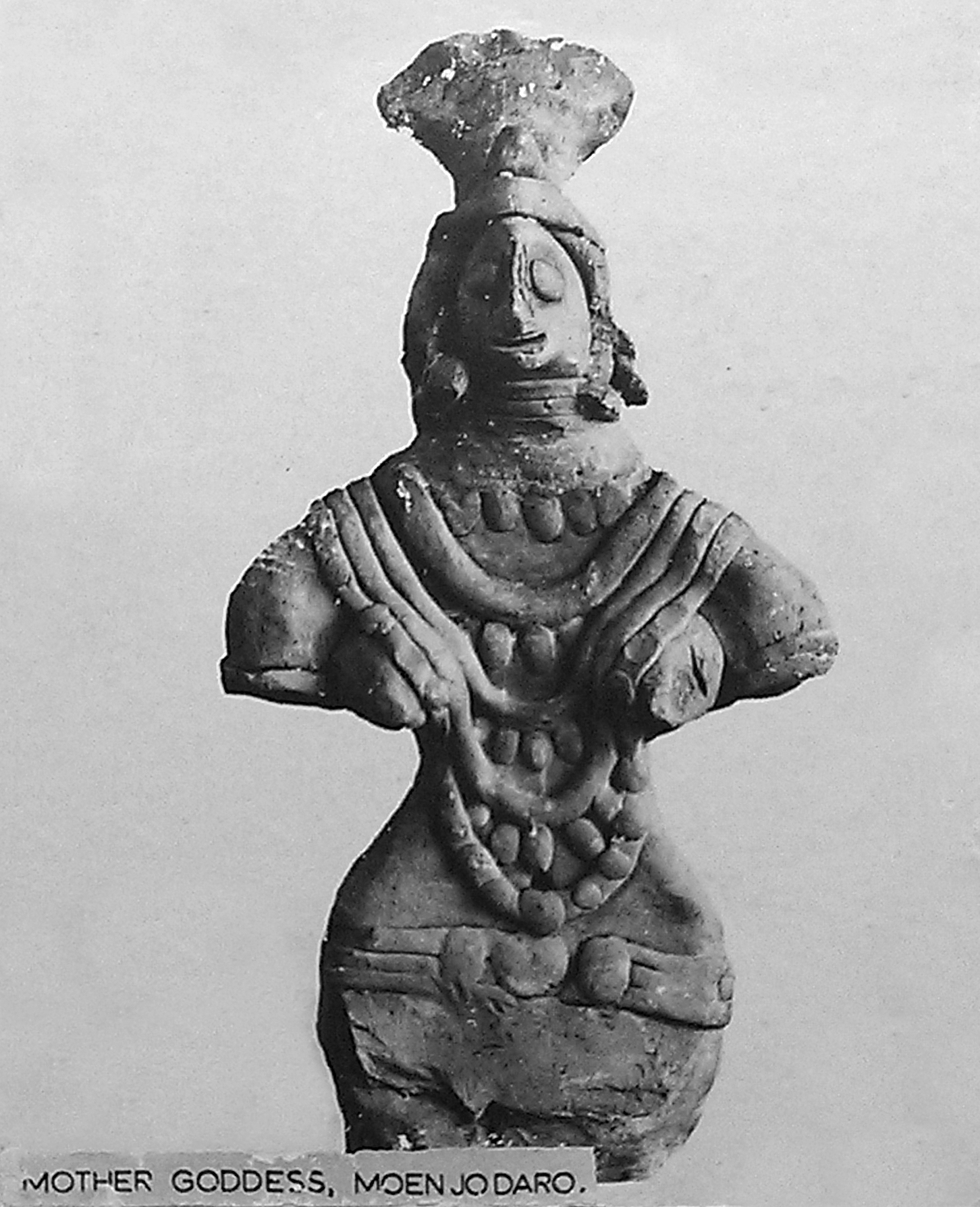
"La deessa mare"

Descobert per John Marshall el 1931, l'ídol sembla imitar certes característiques que coincideixen amb la creença de la Deessa mare comuna a moltes civilitzacions primerenques del Pròxim Orient. S'han observat escultures i figuretes que representen dones com a part de la cultura i la religió Harappan, ja que es van recuperar múltiples peces femenines de les excavacions arqueològiques de Marshall. Aquestes xifres no es van classificar correctament, segons Marshall, el que significa que no és clar on es van recuperar. Una d'aquestes figures fa 18,7 cm d'alçada i actualment s'exhibeix al Museu Nacional del Pakistan, a Karachi. Els aspectes de fertilitat i maternitat que s'exhibeixen en els ídols estan representats pels genitals femenins que es presenten en un estil gairebé exagerat com afirma Marshall, amb ell deduint que aquestes figuretes són ofrenes a la deessa, en contraposició a la comprensió típica de ser-les. ídols que representen la semblança de la deessa. Com que les figuretes són úniques pel que fa a pentinats, proporcions corporals, així com tocats i joies, hi ha teories sobre qui representen realment aquestes figuretes. Shereen Ratnagar teoritza que, per la seva singularitat i el seu descobriment dispers per tot el lloc, podien ser figures de dones de la llar normals, que van encarregar que aquestes peces s'utilitzessin en rituals o cerimònies de curació per ajudar a les dones individuals esmentades anteriorment.

### Ballarina

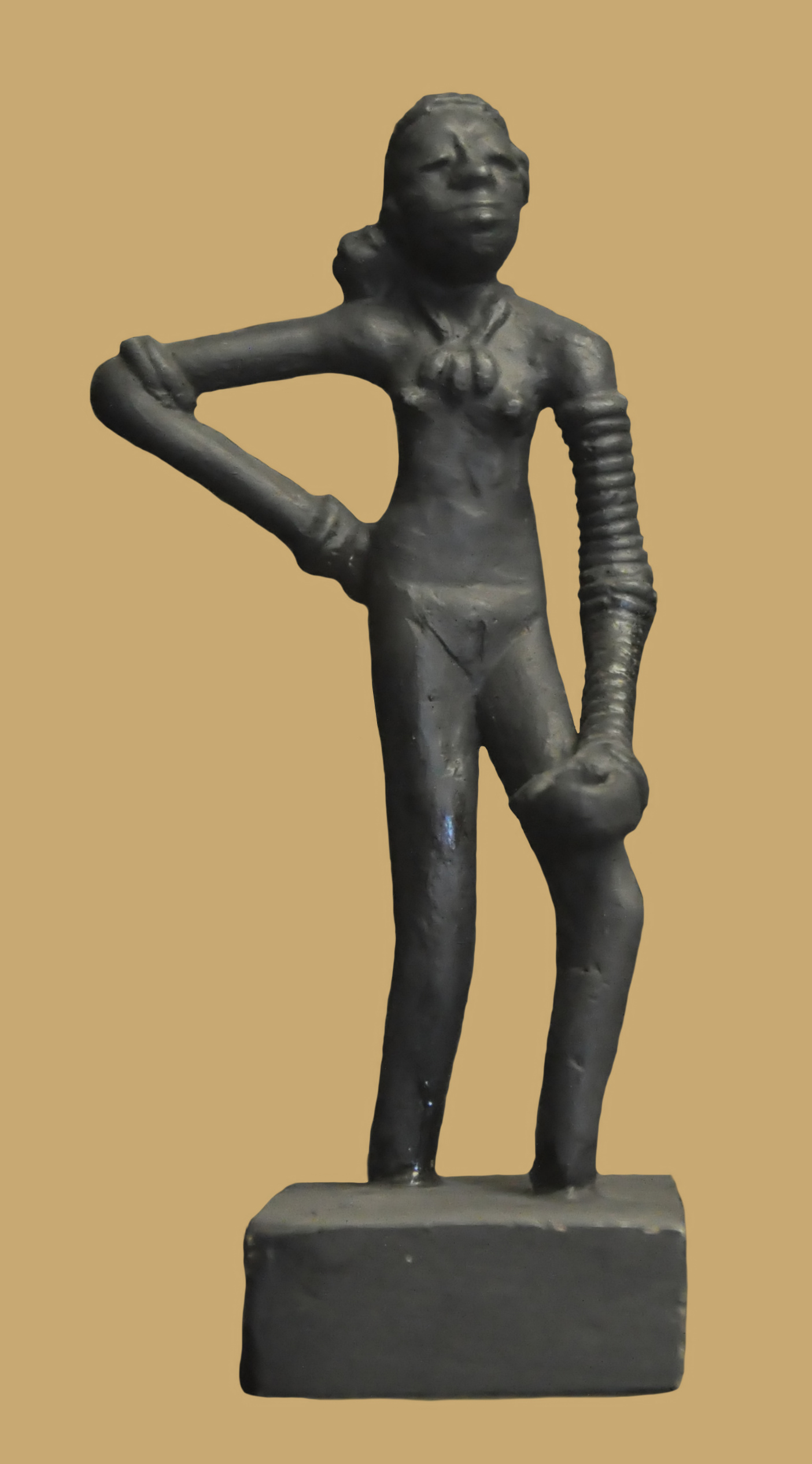
Ballarina (rèplica)

Una estatueta de bronze anomenada «La noia ballarina», 10,5 cm d'alt i d'uns 4.500 anys d'antiguitat, es va trobar a l'àrea de 'recursos humans' de Mohenjo-daro el 1926; ara es troba al Museu Nacional de Nova Delhi. El 1973, l'arqueòleg britànic Mortimer Wheeler va descriure l'objecte com la seva estatueta preferida:
| « | Crec que té uns quinze anys, no més, però està allà amb braçalets al braç i res més. Una noia perfectament segura d'ella mateixa i del món. No hi ha res com ella, crec, al món. | » |

John Marshall, un altre arqueòleg de Mohenjo-daro, va descriure la figura com «una noia jove, la mà al maluc en una postura mig descarada i les cames lleugerament cap endavant mentre bateja el temps al ritme de la música amb les cames i els peus». L'arqueòleg Gregory Possehl va dir sobre l'estatueta: «Potser no estem segurs que fos ballarina, però era bona en el que feia i ho sabia». L'estàtua va donar lloc a dos descobriments importants sobre la civilització: primer, que coneixien la barreja de metalls, la fosa i altres mètodes sofisticats de treball amb el mineral, i en segon lloc que l'entreteniment, especialment la dansa, formava part de la cultura.

### Sacerdot-Rei

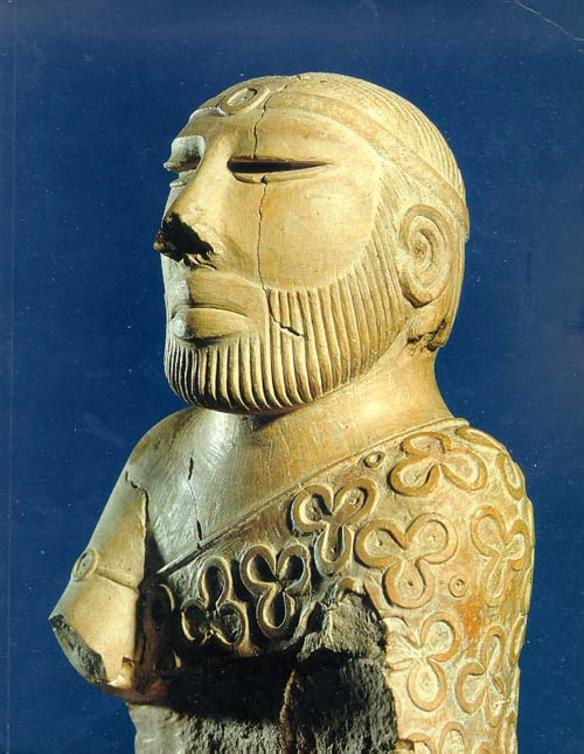
«El Sacerdot-Rei», una escultura de pedra asseguda al Museu Nacional de Karachi

L'any 1927, es va trobar una figura masculina de pedra de sabó asseguda en un edifici amb maó inusualment ornamental i un nínxol de paret. Tot i que no hi ha proves que els sacerdots o monarques governessin Mohenjo-daro, els arqueòlegs van batejar aquesta figura digna com a «Sacerdot-rei». L'escultura fa 17,5 cm d'alt, i mostra un home ben barbut amb els lòbuls de les orelles perforats i un filet al voltant del cap, possiblement tot el que queda d'un pentinat o tocat abans elaborat; té els cabells pentinats cap enrere. Porta un braçalet i una capa amb trébol perforat, motius de cercle únic i cercle doble, que mostren traces de vermell. Els seus ulls podrien haver estat originalment incrustats.

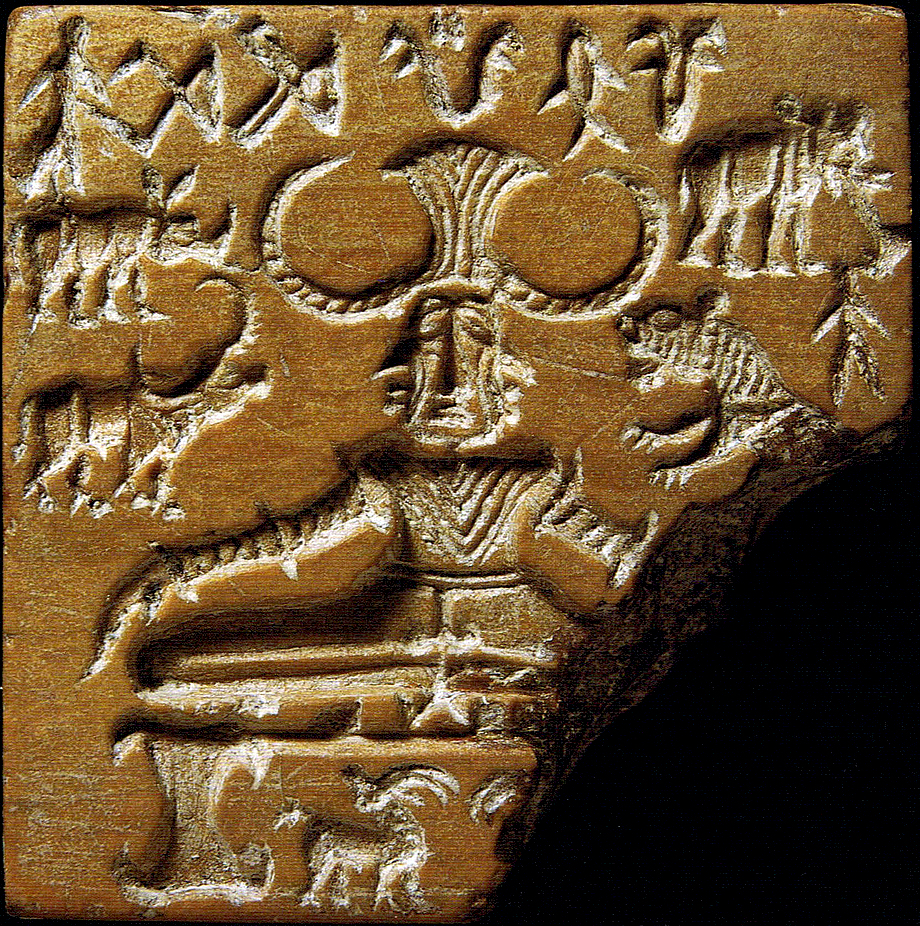
El segell Pashupati

### Segell Pashupati
Una descoberta al jaciment porta la imatge d'una figura asseguda, de cames creuades i possiblement itifàlica envoltada d'animals. La figura ha estat interpretada per alguns estudiosos com un iogui, i per altres com un proto-Xiva de tres caps com «El Senyor dels Animals».

### Collaret de set fils
Sir Mortimer Wheeler estava especialment fascinat amb aquest artefacte, que creia que tenia almenys 4.500 anys d'antiguitat. El collaret té un fermall en forma de S amb set fils, cadascun de més de 120 cm de llarg, de nuggets en forma de perles de metall de bronze que connecten cada braç de la S en filigrana. Cada fil té entre 220 i 230 pepites de moltes facetes, i hi ha unes 1.600 pepites en total. El collaret pesa uns 250 grams en total i actualment es conserva en una col·lecció privada a l'Índia.

### El governant Mohenjo-Daro
La civilització de la vall de l'Indus va utilitzar regles fets d’ivori per mesurar la longitud, cap al 1500 BCE. El regle Mohenjo-Daro es divideix en unitats corresponents a 34 mm i es marquen a més en subdivisions decimals amb gran precisió, fins a 0,13 mm. Un governant trobat a Lothal (2400 BCE) està calibrat a aproximadament 1,6 mm. Cal destacar la subdivisió decimal del regle, ja que és anterior al sistema mètric modern en 3.000 anys o més. La unitat base utilitzada es coneixia com a angula (dit) i és d'uns 17 mm. Una peça de closca trobada a l'excavació de Mackay està incisa amb molta precisió amb línies espaciades 6,7 mm a part. Els maons antics que es troben a tota la regió tenen unes dimensions que corresponen a aquestes unitats.